# Первое сражение за форт Вагнер
Первое сражение за форт Вагнер состоялось 10—11 июля 1863 года на острове Моррис в Чарлстонской гавани в ходе американской Гражданской войны. Попытка северян взять укрепление штурмом была отражена.

## Предыстория
Форт Вагнер (получивший имя в память о подполковнике Томасе Вагнере из Южной Каролины, погибшем при взрыве пушки в форте Мултри) прикрывал с тыла стратегически важную батарею Грегг на северной оконечности острова Моррис. В документах конфедератов форт Вагнер обычно называется батареей, однако за время осады укрепление было приспособлено для круговой обороны и стало одним из сильнейших пунктов обороны Чарлстона. В 150—200 метрах перед фортом остров суживался до полосы песка шириной 55 метров, ограниченной океаном с восточной стороны и болотами реки Винсент-Крик с западной. Таким образом, атаковать форт можно было только полковой колонной. Преодолев узкий перешеек, атакующие оказывались перед южным фасом форта длиной 250 метров, который перекрывал остров по всей ширине от реки до океана. Форт был окружён неглубоким рвом, усиленным заострёнными пальмовыми брёвнами. Дно рва со стороны океана под водой было устлано досками с заострёнными шипами.
Южную часть острова защищали 11 орудий (три 8-дюймовых морских орудия, две 8-дюймовых гаубицы, одно 24-х и одно 30-фунтовое орудия Паррота, одно 12-фунтовое орудие Уитворта и три 10-дюймовых мортиры), которые обслуживали 200 человек из 1-го регулярного артиллерийского полка под командованием капитанов Джона Митчела и Дж. Рэвенела Макбета и лейтенанта Г. Фроста. На мысу Ойстер были отрыты стрелковые ячейки, их заняло пехотное прикрытие из 400 солдат 21-го Южнокаролинского полка под командованием майора Дж. Макайвера и рота 1-го Южнокаролинского полка (50 человек) под командованием капитана Чарльза Хаскелла. В конце дня 9-го июля, узнав о высадке северян на остров Бэттери, генерал Борегар распорядился переправить на северную оконечность острова Морриса подкрепление в составе 7-го Южнокаролинского батальона и части 20-го Южнокаролинского полка.
В начале июня 1863 года бригадный генерал Куинси Гилмор сменил генерал-майора Дэвида Хантера на посту командующего Южным департаментом северян. Гилмор, военный инженер, в апреле 1862 года добился успеха при взятии форта Пуласки. Он начал подготовку к высадке на острова Моррис и Джеймс, защищавшие южные подступы к Чарлстонской гавани. Если бы на этих островах северянам удалось разместить осадную артиллерию, они могли бы обстреливать форт Самтер, орудия которого не позволяли флоту северян войти в гавань.
В течение июня бригадный генерал северян Израэль Вогдес тайно установил на соседнем c островом Моррис острове Смолл-Фолли осадные орудия. 7 июля буксир Dandelion скрытно доставил из Порт-Ройяла к острову Фолли собранные лодки. Dandelion и второй буксир, O. M. Petit, стали плавучими базами для баркасов, вооружённых бронзовыми гаубицами Дальгрена. Командование десантной флотилией было поручено коммодор-лейтенанту Фрэнсису Бансу, который поднял флаг на баркасе с канонерской лодки Pawnee. Хирург Джон Крэйвен развернул полевой госпиталь на острове Фолли в полумиле от батарей. Вечером 8 июля северяне нашили себе на рукава ленты из белой ткани, чтобы в темноте отличать своих от врагов.
На закате первый эшелон десанта начал грузиться в баркасы, но Гилмор отменил операцию. Из-за сильного волнения десантные корабли не успели достичь места сбора, а сапёры не успели расчистить проходы в препятствиях, возведённых конфедератами на реке Фолли. В результате Гилмор принял решение отложить атаку на один день. В ту же ночь капитан конфедератов Хаскелл, подплыв на лодке к острову Фолли, увидел флотилию десантных средств и сумел убедить генерала Борегара, что следует ожидать высадки северян на южной оконечности острова Моррис. Тем не менее, активных действий по усилению обороны острова предпринято не было.

## Сражение

### Захват южной части острова
9 июля в 9 часов вечера бригада под командованием бригадного генерала Джорджа Стронга — четыре полка и два батальона четырёхротного состава, всего 3000 человек, — вновь начала грузиться в баркасы. В передних баркасах разместились четыре роты 7-го Коннектикутского полка, за ними следовали 6-й Коннектикутский, 3-й Ньюгемпширский, 76-й Пенсильванский, 9-й Мэнский и четыре роты 48-го Ньюйоркского полка — всего 2500 человек. Ещё 1350 человек и батарея лёгкой артиллерии должны были переправиться во втором эшелоне. 1450 человек оставались в резерве. К раннему утру 10 июля флотилия достигла Маячной бухты (англ. Lighthouse Inlet) и затаилась в прибрежных камышах. Вооружённые баркасы были распределены вдоль берега. Лёгкий ветер и течение реки Фолли вынуждали солдат на вёслах постоянно грести, чтобы удерживать плавсредства на месте.
Перед рассветом генерал Куинси Гилмор прибыл на батареи и присоединился к генералу Сеймуру, который командовал высадкой на остров Моррис. В 4:15 артиллеристы начали снимать маскировку с орудий. В 5:18 Сеймур отдал приказ открыть огонь. 32 пушки и 15 мортир начали обстрел укреплений южан на острове Моррис. При первых выстрелах гарнизон форта Вагнер (21-й и 1-й Южнокаролинские полки) и орудийная прислуга заняли свои места.
Час спустя четыре монитора северян — сначала Catskil под флагом адмирала Дальгрена, а затем Weehawken, Montauk и Nahant — подошли к берегу и начали обстреливать батареи конфедератов с фланга. Вооружённые десантные суда также подошли к берегу и открыли огонь. Ответным огнём северян один баркас был потоплен, а головной баркас, на котором находился генерал Стронг, серьёзно повреждён. Стронг приказал своей бригаде высаживаться на мысе Ойстер, где находились стрелковые позиции южан. Первыми на берег высадились стрелки, вооружённые семизарядными ружьями Спенсера. За ними с примкнутыми штыками по глубокой грязи на берег выбирались пехотные батальоны. Генерал Стронг, вымокший с головы до ног, лично командовал атакой. Головной 7-й Коннектикутский под командованием полковника Родмана ворвался в окопы конфедератов, где завязался рукопашный бой. Южане оказали упорное сопротивление, но после того, как был смертельно ранен капитан Хаскелл, дрогнули и начали беспорядочно отступать.
Тем временем командир 6-го Коннектикутского полка полковник Чэтфилд, ослушавшись приказа, повёл своих людей вдоль южного берега острова Моррис по направлению к океану. Полк десантировался в тылу у батарей конфедератов и внезапной атакой овладел артиллерийскими позициями южан. Командование конфедератов приказало своим подразделениям отступать, но вскоре отступление превратилось в бегство. Южане бежали к форту Вагнер под огнём мониторов, артиллерии северян и своих собственных пушек, в качестве прислуги к которым встали солдаты 7-го Коннектикутского полка. Бегущие конфедераты опрокинули спешившие к ним на помощь подразделения 7-го Южнокаролинского батальона и 20-го Южнокаролинского полка и увлекли их за собой под защиту валов форта Вагнер. Из 142 артиллеристов, обслуживавших батареи в южной части острова, благополучно достигли форта только 57 человек. Многие офицеры были убиты, ранены или попали в плен. Полковник Грэм осознал, что южная оконечность острова потеряна, и принялся за укрепление обороны форта.
В докладе Стронга об этом говорилось так:
Теперь две колонны под сильным градом снарядов, шрапнели и гранат двинулись вперёд по сходящимся направлениям к укреплениям, расположенным ближе всего к южной оконечности острова, а затем вдоль господствующего хребта и восточного берега, успешно захватив восемь батарей — по одному тяжёлому орудию на каждой, — занимавших господствующие высоты хребта, не считая двух батарей, на которых было установлено, в общей сложности, три 10-дюймовых береговых мортиры.
Воодушевлённые победой северяне колонной отправились вслед за противником, но, приблизившись к форту, оказались под артиллерийским огнём пушек форта Самтер и форта Вагнер. Это в сочетании с полным измождением солдат вынудило Гилмора отказаться немедленного продолжения атаки, отвести свою бригаду на безопасное расстояние и выставить передовое охранение — первый лейтенант Уорчестер с отрядом солдат из 7-го Ньюгемпширского полка выдвинулся вперёд, на расстояние 550 метров от форта. Гилмор не стал вводить в бой три только что высадившихся на остров свежих полка. Корабли северян, поднявшись вдоль берега острова, начали обстрел форта, который продолжался до темноты. К этому моменту северяне потеряли 15 человек убитыми и 91 раненым, а южане — около трёхсот человек, одиннадцать орудий и все снаряжение. Одним из снарядов с монитора северян был убит капитан Лэнгдон Чевес, строитель форта Вагнер и главный инженер гарнизона острова Моррис. В распоряжении полковника Грэма не было свежих резервов, хотя гарнизон форта состоял из местных уроженцев, которые понимали, что сражаются за свои дома и семьи.
Ближе к ночи на северную оконечность острова Моррис пароходом перебросили подкрепление, срочно вызванное из Саванны, — сводный отряд в количестве 460 человек под началом командира 1-го Джорджийского полка подполковника Чарльза Олмстеда (четыре роты 1-го Джорджийского полка, четыре роты из 12-го Джорджийского артиллерийского батальона во главе с подполковником Генри Кэперсом и три роты из 18-го Джорджийского пехотного батальона во главе с майором Уильямом Бэйсинджером). Тем самым гарнизон форта был усилен в полтора раза и насчитывал примерно 1770 человек. Ночью с 10 на 11 июля южане установили перед фортом дополнительные мины (торпеды Рэйна), а 150 человек из числа 7-го Южнокаролинского батальона и 20-го Южнокаролинского полка во главе с майором Джеймсом Районом заняли неглубокие стрелковые ячейки на песчаном гребне перед фортом.

### Штурм форта
11 июля в 5 часов утра под прикрытием густого тумана четыре роты 7-го Коннектикутского полка (191 человек) во главе с его командиром подполковником Дэниелом Родманом выдвинулись вперёд, за линию боевого охранения, и остановились в 450 метрах от форта. Генерал Стронг сопровождал головной отряд. Следом шли 76-й Пенсильванский и 9-й Мэнский полки. 3-й и 7-й Нью-Гемпширские оставались в резерве. Генерал Стронг приказал головному отряду атаковать форт с примкнутыми штыками, не останавливаясь для стрельбы.
Головной отряд в молчании двинулся вперёд, но как только он оказался в 20 метрах от стрелковых ячеек конфедератов, на северян обрушился ружейный залп. Вслед за этим южане без потерь отступили в форт Вагнер вдоль берега океана, по пути сделав по противнику ещё два залпа. 7-й Коннектикутский преследовал их по пятам и успел добежать до рва форта.
Как только отряд Района ушёл с гласиса, гарнизон огнём из пушек и ружей отсёк остальные полки северян, двигавшиеся слишком плотными рядами. Однако передовой отряд преодолел ров и начал взбираться на вал форта. Попытка ворваться внутрь окончилась неудачей, и северяне оказались в ловушке на внешнем скате вала, попав под убийственный анфиладный огонь конфедератов. Ситуация была безвыходной, и спустя 10-15 минут раненый Родман приказал своим подчинённым отступать, прибавив, что теперь «каждый за себя». Во время отступления погибло больше людей из передового отряда, чем во время атаки. Некоторые остались на валу, не рискнув бежать обратно под сосредоточенным огнём. Уцелевшие бежали со всех ног и остановились лишь позади резервных полков (3-го и 7-го Ньюгемпширских). Генерал Стронг в слезах встретил их словами: «Это моя вина».
7-й Коннектикутский полк потерял около 100 человек. На следующее утро на построение полка явились только 84 солдата и 4 офицера. 76-й Пенсильванский потерял 53 человека убитыми и 134 ранеными. Всего потери северян насчитывали 339 человек. Южане потеряли 6 человек убитыми и 6 ранеными.

### Укрепления северян
Сразу после боя генерал Стронг приказал своим полкам возвести поперёк острова оборонительную линию, опасаясь контратаки южан. На следующий день генерал Куинси Гилмор приказал 1-му Ньюйоркскому добровольческому сапёрному полку приступить к постройке четырёх осадных батарей (О’Рурк, Рейнольдс, Уид и Хэйс). Сапёры и пехотинцы работали день и ночь, сменяясь каждые 12 часа, а в свободное от строительства время несли охранную службу в ячейках, расположенных в 480 метрах впереди батарей. 15 июля на батареях были установлены пушки, а 16 июля работы были закончены.

### Вылазка южан
Южане обстреливали позиции северян из орудий форта Вагнер. Генерал Гилмор пытался воспрепятствовать этому огнём снайперов. Засев на втором этаже брошенного дома на берегу протоки Винсент-Крик, они простреливали внутренний дворик форта — один меткий выстрел сразил штабного офицера Пола Уоринга, когда тот беседовал с генералом Уильямом Таллиаферро. Эта стрельба раздражала конфедератов, и 17 июля группа из четырёх офицеров и одного сержанта во главе с лейтенантом Таттом, несмотря на приказы, решила совершить вылазку и сжечь дом. Капитан Хэнсфорд Твиггс воспользовался своим положением офицера штаба, чтобы патруль выпустил его с товарищами за пределы укрепления. Вооружённые ружьями южане приблизились к дому и, хотя восемь снайперов, находившихся на втором этаже, их заметили, сумели скрыться и проникнуть в дом с обратной стороны. Внутри завязалась перестрелка — северяне стреляли в диверсантов вниз по узкой лестнице. Южане подожгли здание, вышли наружу и стали стрелять в снайперов, выпрыгивавших и выбегавших из горящего дома. Стрельба встревожила северян, которые открыли ружейный и артиллерийский огонь по группе Татта. Те отстреливались, а когда к перестрелке подключились орудия форта, благополучно вернулись в форт, где разошлись по своим подразделениям. Капитана Твиггса впоследствии арестовали за превышение служебных полномочий.

### Действия эскадры Дальгрена
По просьбе Куинси Гилмора корабли контр-адмирала Дальгрена ежедневно обстреливали форт Вагнер, приближаясь к берегу, несмотря на то, что артиллеристы в раскалённых и душных казематах работали в невыносимых условиях. Дальгрен поддерживал тесную связь с Сеймуром и Гилмором и даже начал формировать три батальона — два из моряков, один из морской пехоты — для действий на берегу. Напротив Чарлстона Дальгрен сосредоточил 21 корабль, включая четыре монитора, броненосец New Ironsides и два мощных деревянных фрегата, Wabash и Powhattan. В бухте Лайтхаус-Инлет стоял Commodore McDonough, а на реке Стоно — Pawnee, Huron и Marblehead, поддерживавшие бригаду Терри.

## Ответные действия конфедератов
Реакция Юга на захват северянами большей части острова Моррис была бурной. Местные газеты сравнивали генерала Гилмора с Ксерксом, а высадку на остров — с нападением персов на Афины. Президент КША Джефферсон Дэвис назвал действия северян «серьёзным делом». После потери Виксберга и поражения под Геттисбергом падение Чарлстона нанесло бы непоправимый урон духу конфедератов. Город следовало удержать во что бы то ни стало ради спасения нации. Начались интенсивные приготовления к обороне. Мэр Чарлстона Чарльз Макбет, посоветовавшись с генералом Борегаром, потребовал, чтобы женщины и дети покинули город, а все предприятия и лавки закрылись. Всех свободных мужчин-негров, мулатов и метисов обязали зарегистрироваться у властей во избежание мятежа.
Тем временем Борегар начал стягивать к Чарлстону войска. К 10 июля прибыли 2000 пехотинцев и 250 артиллеристов. Дополнительные подкрепления ожидались из Ричмонда и Уилмингтона. Свежие силы были распределены по укреплениям вокруг города, а основная часть была направлена на острова Джеймс и Моррис. 11 июля комендант форта Самтер полковник Альфред Ретт получил приказ приготовить укрепление к атаке со стороны острова Моррис. Проход в горжевом валу, обращённом к форту Вагнер, был заделан, а с противоположной стороны пробит новый вход. Сам горжевой вал дополнительно укрепили песчаной насыпью. Тяжёлые орудия форта готовили к эвакуации.
Бригадный генерал Розуэлл Рипли, командующий Первым военным округом, посетил остров Моррис и форт Вагнер. На основании его рапорта генерал Борегар распорядился вырыть зигзагообразную траншею от батареи Грегг к форту Вагнер, построить на мысе Каммингс пушечную и мортирную батареи, возвести препятствия в руслах окрестных проток и заложить перед фортом дополнительные мины. Ввиду недостатка сил южане смогли исполнить только два последних пункта приказа.
12 июля Борегар созвал военный совет, на котором присутствовали генералы Рипли, Талльаферро и Хэгуд, а также начальник штаба Борегара, полковник Томас Джордан. Штат Южная Каролина представляли губернатор Милледж Бонхэм и член Конгресса Конфедерации Уильям Майлс. На совете был поднят вопрос о том, чтобы организовать ночную контратаку на острове Моррис, используя подкрепление численностью 1500 человек, которое ожидалось из Уилмингтона. Несмотря на рискованность этой операции, члены совета были готовы её осуществить, однако план сорвался из-за отсутствия достаточного количества кораблей для перевозки войск. Было решено удерживать форт Вагнер до тех пор, пока не будет создан новый пояс артиллерийских позиций вокруг Чарлстона, призванный заменить полуразбитый форт Самтер. Для поддержки форта Вагнер было решено устроить на восточном берегу острова Джеймс батареи тяжёлых орудий. На сам остров Моррис было решено отправить дополнительно четыре 12-фунтовых гаубицы, две 32-фунтовых гаубицы, а также свежий гарнизон во главе с новым комендантом бригадным генералом Уильямом Талльаферро.